# Extensión convergente
La extensión convergente es uno de los procesos importantes del desarrollo embrionario, más concretamente de la gastrulación. Se trata de una clase de reordenación tisular en la cual las células se intercalan a lo largo de un eje, dando como resultado la elongación del tejido que puede ser una lámina de células o un tubo.

La gastrulación comienza con cambios en la forma de las células situadas en el
blastoporo. En los anfibios estas células reciben el nombre de "células en botella": tienen cuerpos anchos y cuellos estrechos que les sirven para anclarse a la superficie del epitelio, y pueden contribuir a curvar el epitelio y plegarla hacia el interior, produciendo la muesca inicial observada desde el exterior. Cuando se ha formado este primer pliegue, las células pueden continuar desplazándose al interior de la capa formando el tubo digestivo y el mesodermo.
Como en el erizo de mar, parece que el desplazamiento esté guiado por una combinación de mecanismos, aunque el principal de ellos es el re-empaquetamiento de células, especialmente el de las células situadas en la parte dorsal de la zona marginal junto al labio del blastoporo. En este punto se produce la extensión convergente. Pequeños fragmentos de tejido de la zona marginal dorsal aislados en cultivo se estrechan y se alargan espontáneamente gracias a una reorganización celular, tal como harían en el embrión durante el proceso de convergencia hacia la línea media dorsal, doblándose hacia dentro alrededor del labio blastopórico, y alargándose hasta formar el eje principal del cuerpo. A diferencia de las ranas, en los erizos la invaginación sucede en la zona vegetativa, lugar en dónde las células poseen una mayor cantidad de vitelo. 

## Mecanismo y gastrulación de Xenopus como modelo
Uno de los aspectos más importantes de la gastrulación en anfibios es el estrechamiento (convergencia) y elongación (extensión) de la zona marginal que involuciona (IMZ). Se da inicialmente por la parte dorsal y está dirigida por el endomesodermo de la faringe y la placa precordal. Los dos tejidos van a migrar hacia la zona anterior debajo del ectodermo de la superficie. El siguietne tejido en invaginarse hacia el labio dorsal del blastoporo contiene los precursores de la notocorda y de los somitas. En este punto se da la expansión del blastoporo dorsal para formar los lados laterales, ventral, el mesodermo cardíaco y el mesodermo renal. 
A partir de mapas de destino se ha establecido que la zona marginal es aquella que sufre los cambios más drásticos durante la gastrulación. Se han realizado varios experimentos en donde se ha demostrado que las alteraciones en esta zona resultan en una falla en el cierre del blastoporo o en un bloqueo en la involución.
Inicialmente la ZMI está compuesta de varias capas. Estas capas se intercalarán radialmente con el fin de formar una capa delgada y ancha antes de la involución. Lo anterior hace que la ZMI se expanda aún más hacia la parte vegetativa mientras las células de la superficie se aplanan de manera que las células internas alcanzan el labio del blastoporo involucionando hacia el embrión y originando otro tipo de intercalación o la causante de la extensión convergente. En este proceso se unen varias bandas del mesodermo con el fin de formar solo una. Esta estructura empezará a migrar hacia el polo animal desde su parte anterior hasta que se constiruyan las células endodérmicas del arquenterón. 
La extensión convergente en los anfibios parece estar dirigida por dos fuerzas esenciales: Una de ellas es la cohesión celular diferencial en donde se involucran la protocadherina paraxial (expresada en el mesodermo) y la protocaherina axial (expresada en la notocorda). La protocadherina paraxial separa las células mesodérmicas del tronco de las de la cabeza, las cuales no sufren extensión convergente. La segunda fuerza involucrada es  el flujo de Calcio. A través de varios estudios se ha visto que el bloqueo de los iones de Calcio inhiben la extensión y convergencia del mesodermo. Actualmente se cree que los iones de Calcio regulan la contracción de los microfilamentos de actina.    
Durante la gastrulación, el polo animal y las células de la zona marginal no involutiva (NIMZ) se expanden por epibolia para cubrir el embrión entero. La porción dorsal de las células de la NIMZ se expande más rápidamente que la porción ventral, lo que provoca que los labios del blastoporo se muevan hacia la zona ventral. Células de ambas zonas formarán el ectodermo del embrión. La IMZD es un anillo de células que originará la notocorda, el mesodermo de la cabeza, el somítico y el latero-ventral. Durante la gastrulación, este anillo se involuciona alrededor de los labios del blastoporo para formar el manto mesodérmico. La cabeza y los precursores mesodérmicos se extienden a través del embrión mientras la notocorda y el mesodermo somítico convergen y se extienden dorsalmente para formar las estructuras del eje dorsal. La IMZS también sufre un proceso de extensión convergente para formar los tejidos endodérmicos del techo del arquénteron. El endodermo subblastoral está recubierto por las células de NIMZ que han sufrido epibolia y forman el suelo del arquénteron.
El mecanismo básico consistiría en un agrupamiento de las células que forman lamelipodios, mediante los cuales intentan situarse encima de las células vecinas. La alineación de los movimientos lamelipodiales a lo largo del eje común causa la extensión convergente. Probablemente, es un proceso cooperativo, debido a que las células ya alineadas ejercen fuerzas sobre sus células vecinas para que se alineen como ellas y, además, hay pruebas de la influencia del calcio como mediador.
Simultáneamente, el ectodermo neural posterior también sufre una extensión convergente, donde moléculas que se expresan en la extensión convergente mesodérmica también lo hacen en la ectodérmica neural, pero no se sabe si otras moléculas adicionales y distintas se requieren para esta última.